# Rio Karnafuli
O rio Karnafuli, (em bengali:  কর্ণফুলি Kôrnophuli; también transcrito como Karnafuli), anteriormente Borgang, é um pequeno rio costeiro da Ásia Meridional, que nasce no estado indiano de Mizorão, atravessa o sudoeste do Bangladexe — a antiga região de Jumland, depois das colinas de Chatigão, CHT — e desagua no golfo de Bengala.
Banha a região acidentada de Chatigão e desagua no oceano Índico (golfo de Bengala) junto da cidade de Chatigão. O seu estuário constitui a principal zona portuária. A fim de fornecer energia e aumentar o caudal do rio em Chatigão durante a estação seca, foi construída uma barragem a montante da cidade de Kaptai. Os barcos que sobem ou descem o rio são içados por cima da barragem.